# 京都府道250号新田停車場線
京都府道250号新田停車場線（きょうとふどう250ごう しんでんていしゃじょうせん）は、京都府宇治市を通る、かつて存在した一般府道である。

## 概要
JR西日本奈良線 新田駅から京都府道15号宇治淀線交点に至る。2020年（令和2年）3月31日、京都府告示第197号により廃止。
駅裏に東口が2018年（平成30年）に新設されるまで駅前であった新田停車場の西側から西進し、宇治市道新田城陽線（現・宇治市道新田大久保線）の交点から北進して京都府道15号宇治淀線に至る路線であった。

### 路線データ
- 起点：新田停車場[1]（宇治市広野町：JR西日本奈良線 新田駅前）
- 終点：府道宇治淀線[1]（宇治市広野町：広野町東裏交差点、京都府道15号宇治淀線交点[注釈 1]）
- 実延長：0.2083 km[6]
- 重要な経過地：なし[1]

## 歴史
道路法（昭和27年法律第180号）に基づいた京都府の一般府道として初めて認定された282路線のうちの1つである。

### 年表
- 1959年（昭和34年）12月18日 - 京都府が新田停車場線（新田停車場 - 宇治淀線交点）として府道路線認定。整理番号は一般地方道82[7]。
- 1994年（平成6年）4月1日 - 京都府が路線番号を再編（路線認定の一部改正）し、整理番号を一般地方道250に変更し、起終点も新田停車場 - 府道宇治淀線に表記変更[8]。
- 2020年（令和2年）
  - 3月31日 - 京都府が新田停車場線の府道路線を廃止[1]。
  - 4月1日 - 宇治市が市道新田大久保線（宇治市広野町東裏62番地 - 同市大久保町久保1番地の1地先）の区域を決定[9]。

## 地理
本路線の廃止と同日の2020年（令和2年）3月31日に新田駅の北西方で接続していた京都府道15号宇治淀線の経路も新田駅の南方を迂回する新道のみに府道の道路区域が変更され、翌日に旧道となった部分に宇治市が宇治市道東裏西裏線（宇治市広野町東裏109番地の5 - 同市広野町西裏53番地の17）の区域を決定している。

### 通過していた自治体
- 京都府
  - 宇治市

### 交差していた道路
| 交差していた道路     | 交差していた場所 | 交差していた場所        |
| -------------------- | ---------------- | ----------------------- |
| 京都府道15号宇治淀線 | 広野町           | 広野町東裏交差点 / 終点 |

### 沿線
- JR西日本奈良線 新田駅